# If Ya Gettin' Down
If Ya Gettin' Down à một bài hát được thể hiện bởi nhóm nhạc Five, được phát hành từ album Invincible của nhóm vào tháng 7 năm 2009. Bài hát được đồng sáng tác bởi Richard Stannard, Julian Gallagher, Jason 'J' Brown, Sean Conlon và Richard Breen. Bài hát lấy mẫu từ bài "Last Night a DJ Saved My Life". Bài hát nhận được đĩa bạc sau khi bán được gần 200.000 bản tại UK.

## Dnh sách các track
Europe Promo CD
1. If Ya Gettin' Down

Europe / UK Single
1. If Ya Gettin' Down 2:59
2. When I Remember When 3:58

Europe Maxi-CD
1. If Ya Gettin' Down 2:59
2. When I Remember When 3:58
3. Everyday 4:19

Video If Ya Gettin' Down
Australia Single
1. If Ya Gettin' Down  3:03
2. Everyday 4:20
3. Five Fans' Interview Request Line 6:41

## Video
Video của bài hát được đạo diễn bởi Cameron Casey, đã cho thấy một trong những nét đặc trưng của Five là những điệu nhảy, động tác hấp dẫn quen thuộc. 5 vũ công chính là 5 thành viên của nhóm được bố trí để thực hiện những động tác đá cao, bật về phía sau, những điệu nhảy hào nhoáng. Bài hát này và những động tác biểu diễn của nó đã trở thành hit khi  được trình diễn ở buổi hoà nhạc.

## Thành tích thứ hạng
Đây được cho là một trong những  hit single nổi bật nhất của Five, "If Ya Gettin' Down" nhảy lên vị trí no1 tại New Zealand và đạt tới vị trí thứ 2 tại UK và Australia.

## Thứ hạng
| Bảng xếp hạng (1999)            | Vị trí |
| ------------------------------- | ------ |
| New Zealand RIANZ Singles Chart | 1      |
| Australian ARIA Singles Chart   | 2      |
| UK Singles Chart                | 2      |
| Italian Singles Chart           | 5      |
| Bỉ Flanders Singles Chart       | 6      |
| Dutch Top 40                    | 6      |
| Swedish Singles Chart           | 6      |
| Swiss Singles Chart             | 12     |
| Bỉ Wallonia Singles Chart       | 13     |
| German Singles Chart            | 17     |